# Частини посилення СС
Частини посилення СС (нім. SS-Verfügungstruppe, SS-VT) — воєнізовані формування Нацистської партії. Вони були залучені в німецькому вторгненні в Польщу 1939 року. В 1940 році ці військові частини СС стали ядром Ваффен-СС.
17 серпня 1938 року Адольф Гітлер видав указ про те, що SS-VT це не частина поліції або німецької армії, а військово-навчені люди в розпорядженні фюрера. Під час війни SS-VT повинні були бути передані в розпорядження армії.

## Формування

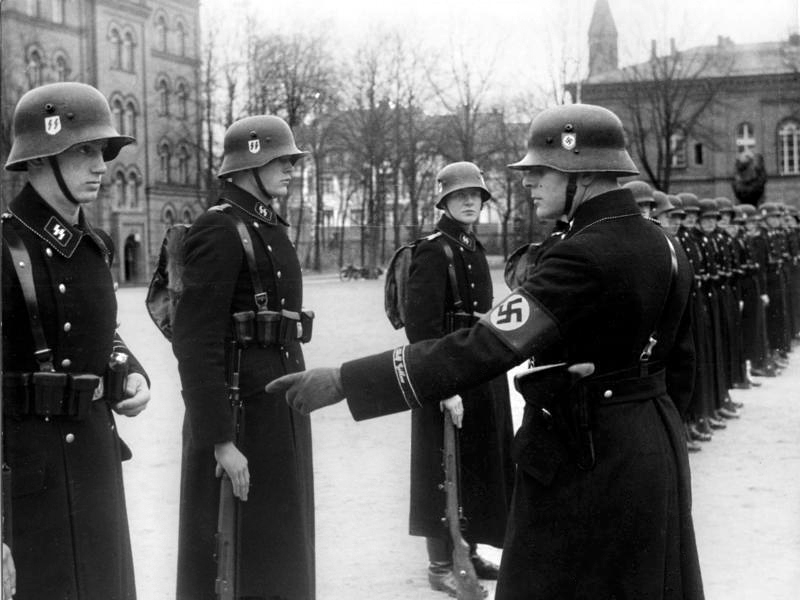
Солдати ЛССАГ проходять перевірку в Берліні, листопад 1938 року.

SS-VT були утворені 24 вересня 1934 року в результаті злиття різних нацистських і воєнізованих формувань, таких як Зондеркоманди СС (SS-Sonderkommandos) і Охорона штаб-квартири СС (SS-Stabswache). SS-VT повинні були складатися з трьох полків, змодельованих з стрілецьких полків німецької армії і відповідно до їх правил. Кожен полк мав містити три батальйони, мотоциклетну роту і мінометну батарею. Ці частини були офіційно призначені як SS-Verfügungstruppe («диспозиційні війська», тобто війська в особистому розпорядженні фюрера). Чоловіки повинні були бути добровольцями, які завершили свою службу в Імперській службі праці.
Про існування SS-VT публічно заявив Гітлер у своїй промові в Рейхстазі 16 березня 1935 року. SS-VT мали залежати від німецької армії через її поставку зброї і військову підготовку. Також німецька армія мала контроль над системою рекрутингу через місцеві призовні комісії, відповідальних за привласнення призовників до різних гілок Вермахту, щоб задовольнити квоти, встановлені німецьким Верховним командуванням. SS-VT був даний найнижчий пріоритет для рекрутів, тим самим обмежуючи їх розмір.
У 1936 році Гіммлер зробив колишнього Генерал-лейтенанта Рейхсвера Пауля Гауссера інспектором SS-VT в ранзі Бригадефюрера СС. Гауссер працював над тим щоб перетворити SS-VT на військову силу, яка б заслуговувала довіри і була конкурентом для регулярної армії. SS-VT тренувалися разом із особистими охоронцями Гітлера з «Лейбштандарта СС Адольф Гітлер» (ЛССАГ), який також був сформований з Охорони штаб-квартири СС і Зондеркоманди СС «Берлін». ЛССАГ під командуванням Йозефа Дітріха продовжував виступати виключно як особиста охорона Гітлера і почесна варта протягом цього періоду.
У 1937 році СС була розділена на три гілки: Загальні СС, Частини посилення СС, і підрозділи СС «Мертва голова». 17 серпня 1938 року Адольф Гітлер видав указ про те, що військові формування СС мали бути передані в розпорядження армії під час війни. На прохання Гіммлера Гітлер заявив, що служба в SS-VT прирівнюється до служби в армії. Крім того підрозділи СС «Мертва голова», під час війни, повинні були використовуватися як резерви для SS-VT.
Військові формування під командуванням Гіммлера на 1 вересня 1939 року ділилися на декілька груп:
- Підрозділ охорони Гітлера, «Лейбштандарт СС Адольф Гітлер» під командуванням Зеппа Дітріха.
- Інспекція Частин посилення СС під командуванням Пауля Гауссера, який командував полками «Дойчланд», «Германія» і «Дер Фюрер».
- Інспекція концентраційних таборів під командуванням Теодора Ейке, яка включала в себе чотири воєнізовані штандарти СС «Мертва голова» і охоронців концтаборів.
- Бойові поліцейські підрозділи Обергруппенфюрера СС Курта Далюге.

## Ранні операції
Елементи SS-VT служили разом з Вермахтом під час окупації Судетів, Австрії та Чехословаччини. Під час цих операцій SS-VT знаходилися під командуванням армії. SS-VT також сформували артилерійський полк протягом цього часу, який був використаний для заповнення прогалин в ряді військових частин для цих подій. Полки SS-VT «Дойчланд» і «Германія» разом з «Лейбштандатом СС Адольф Гітлер» брали участь в німецькому вторгненні в Польщу, а полк «Дер Фюрер» (сформований в Австрії після аншлюсу) був у резерві в Празі. У вересні 1939 року підрозділи SS-VT і регулярної армії проводили операції спільно як танкова дивізія «Кемпф» під час вторгнення в Польщу. Вони воювали разом з армійськими частинами в Модлині, Розані і Ломжі. Дивізія була розформована біля польського міста Нідзиці 7 жовтня 1939 року.